# Bouvignies (Francja)
Bouvignies – miejscowość i gmina we Francji, w regionie Hauts-de-France, w departamencie Nord.
Według danych na rok 1990 gminę zamieszkiwało 1426 osób, a gęstość zaludnienia wynosiła 164 osób/km² (wśród 1549 gmin regionu Nord-Pas-de-Calais Bouvignies plasuje się na 452. miejscu pod względem liczby ludności, natomiast pod względem powierzchni na miejscu 402.).